# Сільськогосподарське виробництво
Сільськогоспо́дарське виробни́цтво — вид господарської діяльності з виробництва продукції, яка пов'язана з біологічними процесами її вирощування, призначеної для споживання в сирому і переробленому вигляді та для використання на нехарчові цілі. 
Основна стаття — Сільське господарство.

## Виробництво найважливіших видів сільськогосподарської продукції в УРСР (1940–1990)
| Виробництво найважливіших видів сільськогосподарської продукції в УРСР (1940–1990) |                     |                     |                     |                     |                     |      |      |      |      |      |
| Продукція                                                                          | У середньому за рік | У середньому за рік | У середньому за рік | У середньому за рік | У середньому за рік |      |      |      |      |      |
| Продукція                                                                          | 1940                | 1966 — 1970         | 1976 — 1980         | 1981 — 1985         | 1990                | 1995 | 2000 | 2008 | 2010 | 2011 |
| ---------------------------------------------------------------------------------- | ------------------- | ------------------- | ------------------- | ------------------- | ------------------- | ---- | ---- | ---- | ---- | ---- |
| Зерно, млн. т                                                                      |                     | 33.4                | 43.2                | 39.3                | 53.2                |      |      |      |      |      |
| Цукрові буряки (фабричні), млн. т                                                  | 13.1                | 46.7                | 46.1                | 39.0                | 42.1                |      |      |      |      |      |
| Соняшник, млн. т                                                                   | 0.9                 | 2.8                 | 2.4                 | 2.3                 | 2.9                 |      |      |      |      |      |
| Льон, тис. т                                                                       | 20.7                | 20.3                | 20.5                | 20.0                | 19.3                |      |      |      |      |      |
| Картопля, млн. т                                                                   | 20.7                | 20.3                | 20.5                | 20.0                | 19.3                |      |      |      |      |      |
| Овочі, млн. т                                                                      | 5.5                 | 5.6                 | 7.6                 | 7.4                 | 7.4                 |      |      |      |      |      |
| М'ясо і сало всіх видів (у забійній вазі), млн. т                                  | 1.1                 | 2.7                 | 3.5                 | 3.7                 | 4.4                 | 2.3  | 1.7  | 1.9  | 2.9  | 3.1  |
| Молоко, млн. т                                                                     | 7.1                 | 17.9                | 13.6                | 14.4                | 18.0                |      |      |      |      |      |